# 大綱木村
大綱木村（おおつなぎむら）は福島県伊達郡にあった村。現在の川俣町大綱木にあたる。

## 地理
- 山：口太山、木幡山

## 歴史
- 1889年（明治22年）4月1日 - 町村制の施行により大綱木村が単独で自治体を形成。
- 1955年（昭和30年）3月1日 - 伊達郡川俣町・飯坂村・小綱木村・富田村・福田村・小島村および安達郡山木屋村と合併し、改めて伊達郡川俣町が発足。同日大綱木村廃止。